# Rogier van Otterloo
Willem Rogier van Otterloo (Bilthoven (província d'Utrecht), 11 de desembre, 1941 – Idem., 29 de gener, 1988) va ser un compositor, arranjador, pianista i director d'orquestra neerlandès.

## Biografia
Infància

Van Otterloo era el fill gran del compositor i director d'orquestra Willem van Otterloo i Annette Jacoba Adriana Heukers. Des de ben petit, li va inculcar l'amor i la passió per la música. Quan tenia onze anys, els seus pares es van divorciar.
Van Otterloo tocava el violí, però va passar a la bateria i després al piano. Va assistir al Vossius Gymnasium d'Amsterdam, on va fundar el "Gold Coast Combo", tocant el piano i el seu company de classe Edwin Rutten a la bateria. Després de l'institut, va estudiar piano i flauta al Liceu de Música d'Amsterdam.

## Compositor
A mitjans dels anys seixanta, va ser el pianista del grup de cabaret Lurelei. Després va començar a compondre més intensament. Va escriure per a Gerard Cox i Jasperina de Jong, entre d'altres. La majoria de les seves composicions van ser enregistrades per l'enginyer de so Dick Bakker.
Van Otterloo es va fer conegut per les seves bandes sonores per a llargmetratges holandesos d'èxit com ara Turkish Delight (1973), Help! The Doctor Is Drowning... (1974), Keetje Tippel (1975), Soldier of Orange (1977), Grijpstra and the Vulture (1979) i Op hoop van zegen (1986), i per la seva col·laboració amb Thijs van Leer en els seus LP Introspection. Va rebre dos premis Edison: un el 1971 i (pòstumament) el 1988. El 1975, va rebre una Arpa d'Or de Conamus.

## Director d'orquestra
L'1 de setembre de 1980 va ser nomenat director principal de l'Orquestra Metropole, succeint Dolf van der Linden. Va contractar nous músics per a la secció rítmica, que va dividir en dues: una per a música lleugera tradicional i jazz, i una per a música pop. Entre 1980 i 1987, va dirigir les cançons neerlandeses del Festival de la Cançó d'Eurovisió cinc vegades: per a les cançons "Amsterdam" (1980), "It's a Miracle" (1981), "You and Me" (1982), "I Love You" (1984) i "Right Up in the Wind" (1987).
Mort prematura

Van Otterloo va desenvolupar un càncer pleural a una edat primerenca. El 1983, li van extirpar un tumor dels pulmons, però la malaltia va tornar més tard. Va continuar treballant tant com va poder, fins que finalment, els músics de l'Orquestra Metropole ja no van poder tolerar-ho i van insistir en la seva dimissió. Va morir el 1988 als 46 anys i va ser enterrat al cementiri de Den en Rust a Bilthoven.

## Pòstum
El saxofonista Thijs van Otterloo (nascut el 1973) és el seu fill. Thijs i el seu germanastre Bas van Otterloo van publicar un àlbum de tres CD amb una selecció de la música de Van Otterloo el 2004. Simultàniament, l'octet Projectet va llançar un CD de peces reordenades de Van Otterloo: The Rogier van Otterloo Files.
El 10 de març de 2011, la "Metropole Orchestra", en col·laboració amb Omroep Max, va organitzar un homenatge a Van Otterloo a la sala de concerts Vredenburg Leidsche Rijn. Van participar Rita Reys, Louis van Dijk, Toots Thielemans, Gerard Cox, Thijs van Leer, Ernö Olah i Edwin Rutten. La primera còpia de la biografia de Van Otterloo també es va presentar a la seva vídua, Willy, aquella mateixa nit.

## Discografia
Per conèixer la seva llarga Discografia, aneu al seu arxiu de la Viquipèdia neerlandesa.

## Filmografia
- Turks Fruit (1973)
- De vloek van Woestewolf (1974) - serie televisiva
- Help, de dokter verzuipt! (1974)
- Keetje Tippel (1975)
- Soldaat van Oranje (1977)
- Grijpstra & De Gier (1979)
- Vrijdag (1981)
- Te gek om los te lopen (1981)
- De Vlaschaard (1983)
- Op hoop van zegen (1986)

## Curiositats
- A Almere, la Rogier van Otterloostraat va rebre el seu nom el 1991.
- A Berkel en Rodenrijs, el "Rogier van Otterloostraat" al barri de Gouden Harpbuurt va rebre el seu nom el 2018 a petició dels residents.
- Van Otterloo era un aficionat al futbol i tenia contactes freqüents amb jugadors del Feyenoord.
- Les proves d'ADN han demostrat que Rogier van Otterloo i Anne van Egmond comparteixen el mateix pare.[7]